# Херпул, Фредерик
Фредери́к Херпу́л (фр. Frédéric Herpoel; родился 16 августа 1974 года в Монсе) — бельгийский футболист, выступавший на позиции вратаря. Играл за сборную Бельгии.

## Карьера
Фредерик Херпул начал играть в футбол в 7 лет в клубе «С. К. Гавр». В 1988 году он перешёл в «Андерлехт», но за несколько сезонов в первой команде брюссельского клуба сыграл только 4 матча.
В 1997 году Херпул подписал контракт с «Гентом» и в течение десяти лет был основным вратарём клуба, сыграв более 300 матчей в чемпионате Бельгии. На его счету 2 забитых гола в чемпионате страны. В сезоне 2003/04 он был признан лучшим вратарём Бельгии. В 2006 году вместе с клубом одержал победу в Кубке Интертото.
В последние три сезона своей карьеры Херпул играл за клуб из родного города — «Монс», также выступавший в высшем дивизионе Бельгии.

## Международная карьера
В 1994—1995 годах Фредерик Херпул играл за молодёжную сборную страны, провёл 11 матчей.
С 1999 года его регулярно вызывали в национальную сборную (на его счету 39 вызовов), но на поле он выходил всего в 7 матчах. Первым матчем Херпула в сборной Бельгии стала товарищеская игра с Нидерландами (5:5) 4 сентября 1999 года. Из своих 7 матчей, только в одном Херпул сыграл все 90 минут (17 апреля 2002 против Словакии — 1:1).
В составе сборной Бельгии Фредерик Херпул был участником финальных турниров Чемпионата Европы-2000 и Чемпионата Мира-2002, но на поле в этих турнирах не выходил. В 2005 году он принял решение закончить карьеру в сборной.